# Cardiopatia ipertensiva
La cardiopatia ipertensiva è una patologia che colpisce il muscolo cardiaco a seguito di un’ipertensione arteriosa non adeguatamente trattata: la fisiologia elettrica e meccanica del cuore si alterano, comportando una alterazione della funzione cardiaca complessiva.